# 伊瓦伊洛起义
伊瓦伊洛起义是保加利亚农民反抗保加利亚沙皇君士坦丁·阿森以及保加利亚贵族无能统治的起义。起因是中央政府未能抵抗保加利亚东北部蒙古人的威胁。几十年来，保加利亚人飽受蒙古人的劫掠与蹂躏，尤以多布羅加地区为甚。当时保加利亚第二帝国国内逐漸封建化，导致統治羸弱。
在当时拜占庭编年史学家记录中，农民领袖伊瓦伊洛出身雖是猪倌，卻也是成功的将领且富有魅力的领袖。在起义的最初几个月裡，击败了蒙古人以及沙皇的军队，并在战斗中杀死了沙皇君士坦丁·提赫。之后，他在首都特尔诺沃举行了凯旋式，与君士坦丁·提赫的遗孀玛丽亚结婚，并迫使贵族承认他为保加利亚沙皇。
拜占庭皇帝米哈伊尔八世试图利用这一情况渔利，故出手干预保加利亚。他派遣前沙皇米措·阿森之子伊凡·阿森三世统领拜占庭大军夺取皇位。与此同时，米哈伊尔八世还煽动蒙古人从北方进攻，迫使伊瓦伊洛两线作战。伊瓦伊洛被蒙古人击败，围困在德勒斯特尔要塞。在他受圍期间，大特尔诺沃的贵族们向伊凡·阿森三世打开了城门。然而，伊瓦伊洛最终突围出来，伊凡·阿森三世则逃回了拜占庭帝国。米哈伊尔又派遣了两支大军意图扭转局势，但均在巴尔干山脉被保加利亚起义者击败。
而在此时，贵族们拥立格奥尔基·特尔特尔为帝。伊瓦伊洛被蒙古军队包围，又因为逐渐失去支持，于是逃往蒙古将领那海军营中寻求帮助，最终被杀害。在其败亡数年之后，有两位“伪伊瓦伊洛”出现在拜占庭帝国，并赢得了民众广泛的支持。

## 背景

### 政治情况
伊凡·阿森二世去世之后，继任的数位沙皇都是婴儿，贵族内部也互相争斗，保加利亚帝国开始走向衰落。1242年，蒙古人入侵帝国北部，此后不断袭扰。虽然伊凡·阿森二世在去世不久前曾击败蒙古人，但摄政的科洛曼·阿森一世还是同意每年向蒙古纳贡以保周全。蒙古入侵导致欧亚大草原西部松散的庫曼汗國覆灭，金帐汗国得以建立。对保加利亚而言，这产生了长期的政治及战略影响——库曼人是保加利亚的盟友，经常向保加利亚军队提供附庸骑兵，金帐汗国却是一股敌对的势力。在南部，尼西亚帝国侵占了先前在蒙古人侵略下幸存的色雷斯与馬其頓的大部分土地。在帝国的西北部，包括贝尔格莱德、布兰尼切夫以及瑟雷尼巴纳特在内的土地，都被匈牙利王国征服。
1256年，保加利亚陷入了内战：一方是伊凡·阿森二世的亲属米措·阿森，他盘踞在保加利亚东南部；一方则是斯科普里的波雅尔——君士坦丁·提赫，他由特尔诺沃的贵族推举为沙皇；与此同时，身为匈牙利贵族的罗斯王公罗斯季斯拉夫·米哈伊洛维奇自立为保加利亚沙皇，并得到匈牙利王国的承认。1261年，君士坦丁·提赫成为胜利者，但其20年的统治并未给保加利亚带来稳定。维丁仍旧保持独立，金帳汗國也时常进攻保加利亚东北部，劫掠乡村并瘫痪经济。同年，米哈伊尔八世自拉丁帝国手中夺回君士坦丁堡，使得拜占庭帝国重新成为保加利亚南方的主要敌人。1260年代，君士坦丁·提赫在一次狩猎中摔伤了腿，自腰部以下瘫痪，对政府的控制能力遭到了削弱。之后，他将国家事务交给了第三任妻子玛丽亚·帕列奥罗格·坎塔库泽努斯。玛丽亚使用阴谋诽谤的手段，试图确保儿子继承皇位，却疏远了贵族。

### 内部情况
13世纪，随着内部政治的发展以及封建化程度加深，保加利亚国内的农奴数量不断增长，地主贵族的权力也不断增加，使得贵族们想要更多自治权力。其中许多贵族都建立起了半独立的封地，只在名义上承认特尔诺沃的沙皇，这削弱了中央政府应对外部威胁的能力。13世纪下半叶，为了满足世俗或宗教封建领主的利益，农民们失去了个人的权益，收入与机会减少，生活逐渐恶化。同时，君士坦丁·提赫无力抵抗东北部蒙古人的不断入侵，这动摇了多布羅加地区国家机构的根基，助长了起义的爆发及其迅速的成功。蒙古军队的将领为那海汗，其权势甚至超过了金帐汗国的大汗忙哥帖木儿，那海统治着今摩尔達維亞与乌克兰的大草原。
在此情况下，来自保加利亚东北部（很有可能在今日的普羅瓦迪亞附近）的伊瓦伊洛发动群众进行起义。他被当时的拜占庭编年史学家称作“Bardokva（生菜）”或“Lakhanas（蔬菜）”，真实姓名只能从斯夫爾利格福音书的一篇笔记中得知，据拜占庭历史学家格奥尔基·帕希梅里斯所说，他是一名猪倌。伊瓦伊洛声称上帝指引他领导人民，且他与天堂及圣徒有联系。事实上，他故意使用神秘主義，以此获取农民信徒的支持。许多保加利亚人视他为上帝赐予的救世主。

## 起义原因

### 最初的胜利
1277年夏季，在受金帳汗國侵害最严重的保加利亚东北部最先爆发了起义，伊瓦伊洛击败了一支侵扰的蒙古军队。随后取得了另外一场胜利。到了秋季，蒙古人被完全驱逐出保加利亚领土。在实现了保加利亚军队数十年来都未能完成的任务后，其声誉与人气迅速提升。因对玛丽亚不满而前来投奔的贵族也不断增加。伊瓦伊洛被人们誉为皇帝，许多地区都在他的掌控之下。
1277年君士坦丁·提赫最终采取措施平定叛乱，他聚集了一小支军队缓缓前行，但因为受伤而只能乘坐马车。伊瓦伊洛击溃了这支军队，杀死了许多皇帝的近臣，残余的军队加入了起义军，君士坦丁·提赫也被伊瓦伊洛亲手杀死。随后，伊瓦伊洛开始攻占各个城市，这些城市一个接一个的沦陷，并承认他为沙皇。到1278年春季，只有首都塔尔诺沃仍然处於玛丽亚皇后的控制之下。

### 拜占庭介入与伊瓦伊洛登基

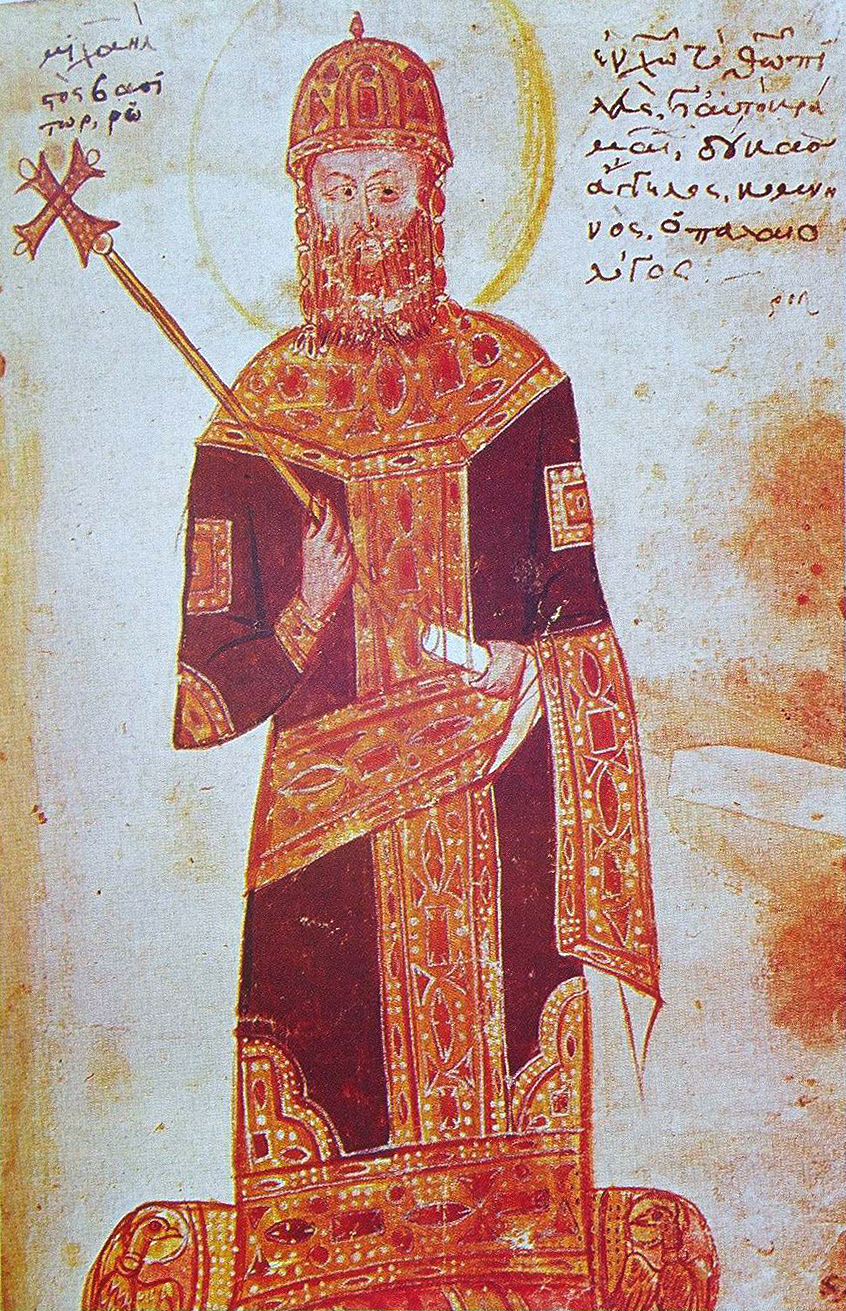
米哈伊尔八世

与此同时，拜占庭皇帝米哈伊尔八世动身从君士坦丁堡赶赴距边境不远的哈德良堡，以监视时局并使之向着有利的一面发展。君士坦丁·提赫的阵亡使得拜占庭大为震惊。最初，米哈伊尔考虑将女儿嫁给伊瓦伊洛，但最终还是认为安插一名自己的门生更为有利。其最终选中了前沙皇米措·阿森的儿子伊凡，后者在拜占庭帝国避难，并在小亚细亚置有地产。伊凡立即和米哈伊尔的女儿伊琳娜结婚，承诺效忠于米哈伊尔，并自立为伊凡·阿森三世沙皇。拜占庭向保加利亚贵族赠送礼物来鼓动他们支持伊凡·阿森三世。他派遣使节前往特尔诺沃进行相关安排，并试图迫使皇后玛丽亚屈服。此时伊凡·阿森三世正在拜占庭军中率军北上，伊瓦伊洛则在围攻特尔诺沃。
面对两面受敌的情况，玛丽亚起初尝试与拜占庭就其儿子米哈伊尔·阿森的皇位继承问题进行谈判，但拜占庭坚持要她无条件投降。出乎拜占庭的预料的是，玛丽亚随后与伊瓦伊洛谈判，向其奉上了保加利亚的皇位，条件是承认米哈伊尔·阿森为其唯一继任者。同时代编年史家格奥尔基·帕希梅里斯指责玛丽亚“把对已故丈夫的道德责任抛于脑后”。但实际上，她这样做是因为仇恨舅舅米哈伊尔八世，并认为后者是异教徒[1]。与此同时，玛丽亚亦希望能够保留自己的权力。伊瓦伊洛起初并不情愿接受这些提议，称玛丽亚提供的都是些他原本就准备武力夺取的东西，但最终为了避免流血而妥协。
1278年春，伊瓦伊洛举行凯旋式进入城中，与玛丽亚结婚并宣布登基。但因他在国家事务方面欠缺经验，故未能在首都的贵族中巩固权威。与此同时，他还要应对诸多挑战——拜占庭派遣了多支部队，在米哈伊尔·格拉巴斯的指挥下支援伊凡·阿森三世，并煽动蒙古人从北面进攻，迫使伊瓦伊洛两线作战。伊瓦伊洛则全力准备抵抗敌人，并设法获得了许多贵族的支持。

### 与拜占庭帝國及金帳汗國作战
伊瓦伊洛于1278年夏离开特尔诺沃，北上击败蒙古軍隊，将他们赶过了多瑙河。南部的形势更加严峻，拜占庭沿着巴尔干山脉，在希普卡山口至黑海之间的广阔战线上发动了进攻。但在保加利亚人的抵抗下，拜占庭军队最终都未能穿过巴尔干山脉。拜占庭军队有着数量上的优势，但在付出高昂代价后只取得了极少成果。到了1278年秋季，保加利亚人开始占据上风，迫使拜占庭帝国放弃作战。他们的军队士气低下，因为伊瓦伊洛并不接受俘虏。格奥尔基乌斯记载声称，落入伊瓦伊洛手中就等同于死亡。

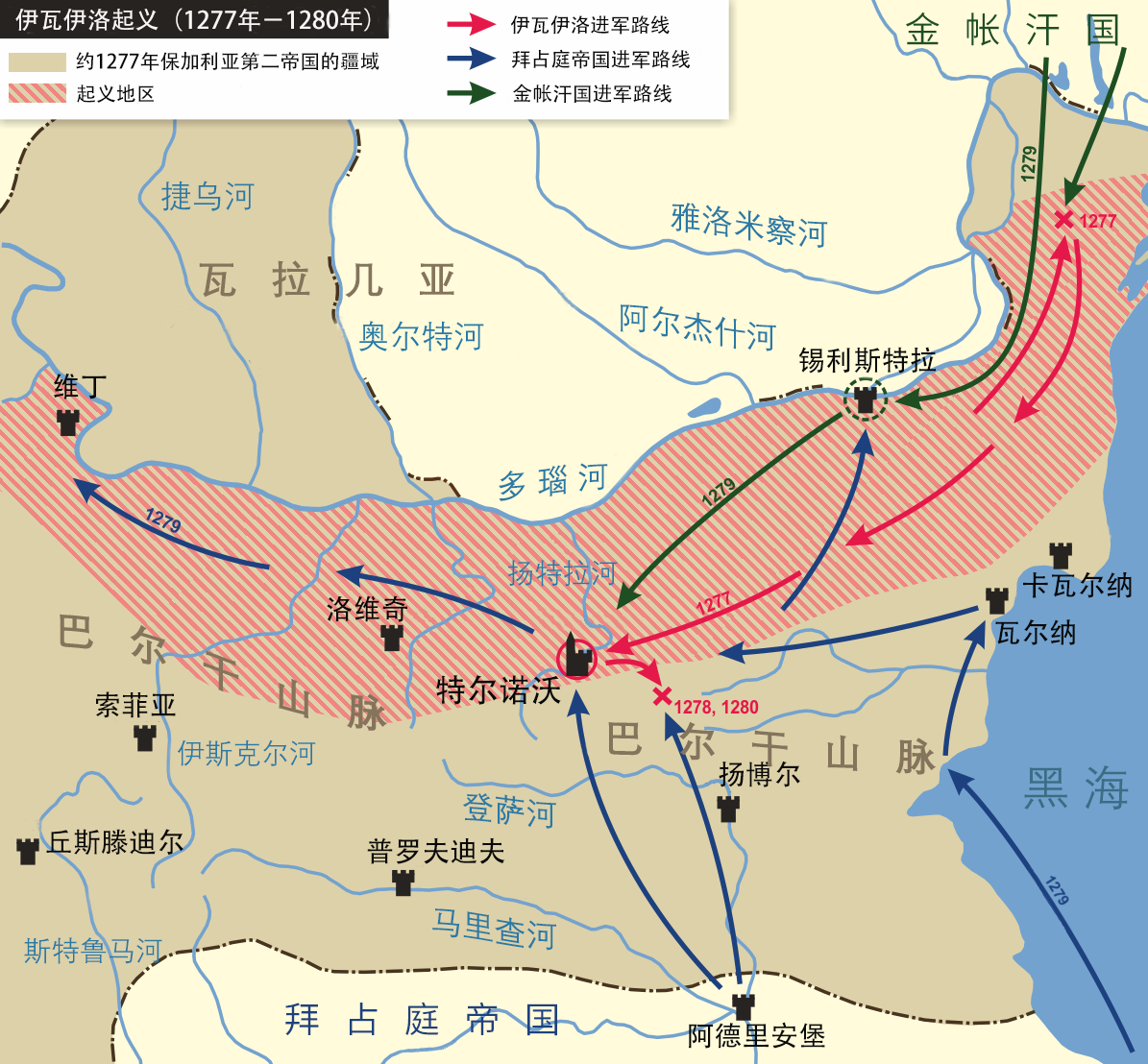
起义期间保加利亚、拜占庭与金帳汗國军队的行动路线

因南部局势趋于稳定，伊瓦伊洛开始再次应对北方金帳汗國的威胁。这次需要面对的是那海的精锐部队。蒙古韃靼军队取得胜利，并在多瑙河南岸的德勒斯特尔将伊瓦伊洛围困了三个月。因为此时起义军多在北方，米哈伊尔八世开始和特尔诺沃的贵族谈判，说服当地政要承认伊凡·阿森三世为帝。1279年初，米哈伊尔·格拉巴斯率拜占庭军队在瓦爾納登陆，向首都进军，并有一支蒙古部队支援。特尔诺沃的精英阶层在城中散播传言，称伊瓦伊洛已经在和蒙古军队的作战中遭难，随后向拜占庭军队打开了城门。伊凡·阿森三世登上皇位，将玛丽亚放逐到了君士坦丁堡。为了巩固来自贵族的支持，新任的君主将妹妹基拉·玛丽亚嫁给了最具权势的贵族之一，格奥尔基·帖尔特。
此时的起义者虽在拜占庭军队登陆后被分割为两段，但与拜占庭军队的战斗仍在继续。在巴尔干山脉东部，尤其是科特尔山口与沃尔比察山口附近爆发了激烈的战斗。因地势原因，拜占庭军队不得不耗费大量时间与人力一一包围并攻克这些要塞，一些据点一直未被攻占。
1279年春天，伊瓦伊洛突破了蒙古軍隊的围攻并包围了特尔诺沃。其进展使得伊凡·阿森三世颇为惊讶。米哈伊尔八世于1279年夏季派遣了一支1万人的军队保护伊凡·阿森三世。伊瓦伊洛未在特尔诺沃停留，于6月17日直驱科特尔山口，与入侵者交战。尽管寡不敌众，但起义军仍在德维纳获得了胜利。拜占庭军队部分战死，部分被俘，并被伊瓦伊洛下令杀害。一个月之后，拜占庭再次派出一支5000人的军队，于巴尔干山脉溃败，指挥官也被伊瓦伊洛亲手击杀。

### 起义平息

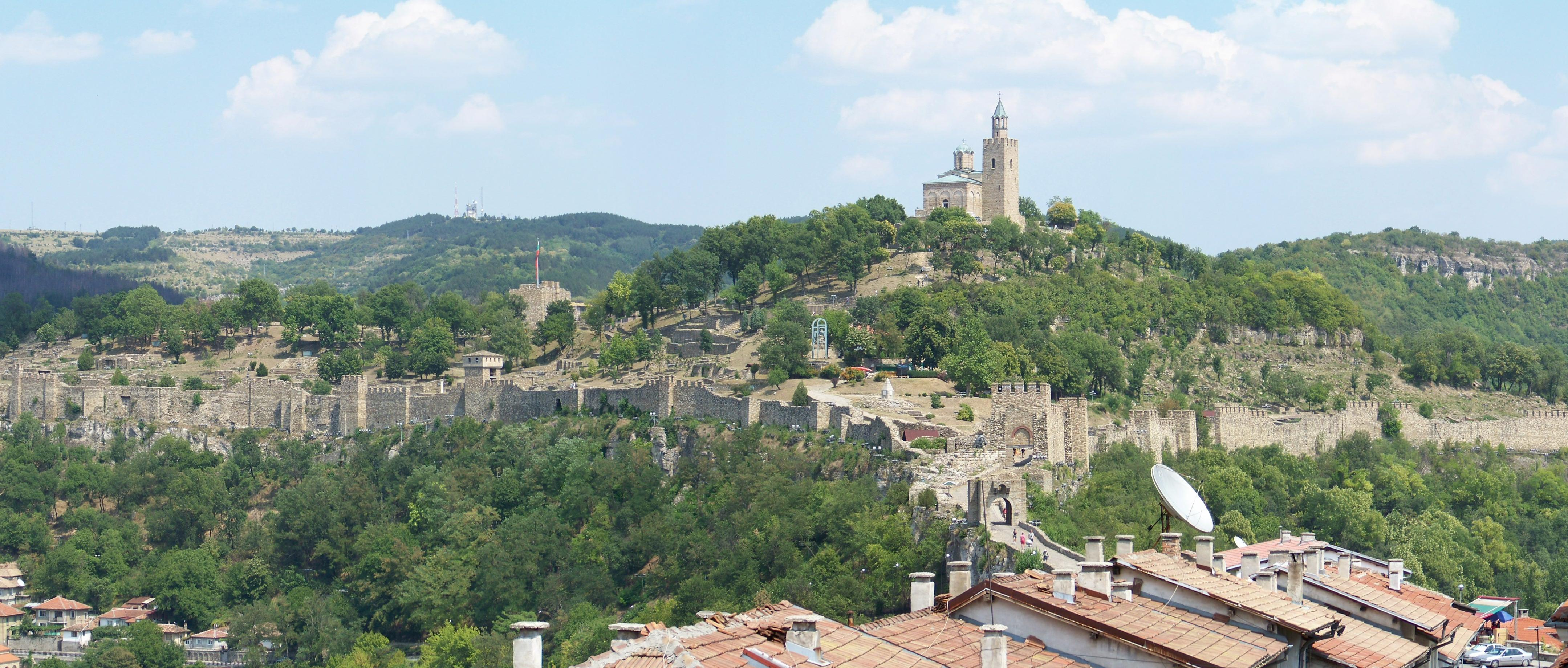
保加利亚首都特尔诺沃全景

拜占庭军队战败，伊凡·阿森三世的统治随之也被动摇。他和妻子逃离特尔诺沃，带走了自1190年特里亚夫纳战役之后便存放在国库中的拜占庭皇帝印信[2]。米哈伊尔八世被两人的懦弱激怒，好几天都拒绝接见他们。在特尔诺沃，贵族们不愿向伊瓦伊洛投降，而是推举格奥尔基·特尔特尔做了沙皇，这对起义军造成了毁灭性的打击。虽然军事上仍旧取得节节胜利，但战争无穷无尽，加上和平遥遥无期，追随者们开始放弃这一事业。随着支持不断减少，1280年，伊瓦伊洛率领几名忠实的随从穿过多瑙河，到蒙古将领那海军营中寻求帮助。
最初伊瓦伊洛在那海军营中受到了良好的待遇，但在下落传至君士坦丁堡后，米哈伊尔八世派伊凡·阿森三世携重礼造访蒙古军营寻求协助。最初的几个月里，那海对双方都承诺提供帮助。最终拜占庭的影响占了上风，因为米哈伊尔将私生女欧佛洛绪涅·帕列奥罗格嫁给了金帳可汗忙哥帖木兒。在一次宴会上，伊瓦伊洛和伊凡·阿森三世分别坐在那海汗的两边。那海指着伊瓦伊洛说：「他是我父亲米哈伊尔八世沙皇的敌人，不配活在世上」，下令将其处死。伊瓦伊洛被当场杀害。伊凡·阿森三世则在欧佛洛绪涅的帮助下逃过一劫，最终回到自己在小亚细亚的土地上，后于1303年去世。

## 结果
伊瓦伊洛在死后仍旧有着巨大的人气，其影响甚至超越了国界。在拜占庭境内就至少了出现两个冒牌的伊瓦伊洛。1284年一位自称是伊瓦伊洛的保加利亚人来到君士坦丁堡，要协助皇帝安德洛尼卡二世对抗突厥人。安德洛尼卡二世要玛利亚来鉴别，最后发现是冒名顶替。这位冒牌货被关押起来，但民众要求将其释放，因为突厥人害怕「蛮族人（伊瓦伊洛）」。拜占庭皇帝考虑到让其对抗突厥人也并无损失，故允许其召集了一支农民大军。拜占庭贵族担忧其发动叛乱，皇帝于是以一些借口将之召回，投入监狱。几年之后又有一位保加利亚人（真名为伊凡）出现在拜占庭帝国，自称是伊瓦伊洛。他率领一小支军队与突厥人作战，但在胜利了几次之后，也被俘获并遭杀害。
这次起义后的二十年间为保加利亚第二帝国最为衰落的时期。格奥尔基·特尔特尔一世及其继任者斯米莱茨在任时期，金帳汗國不断干扰保加利亚的国内事务，同时封建巨头使得帝国的权威趋于瓦解。保加利亚于巴尔干山脉以南的领土几乎全部落入拜占庭之手。这一情形直至格奥尔基·特尔特尔之子托多·斯維托斯拉夫即位后才开始好转。此时帝国自金帳汗國手中收复了比薩拉比亞，还从拜占庭手中夺回了北色雷斯，并为国家带来了稳定与繁荣。

## 影响
起义者面对具有压倒性优势的敌人，除了拜占庭及蒙古人外，还有许多保加利亚贵族，故而失败了。尽管如此，起义的领袖成功成为了沙皇，这是中世纪欧洲其他人民起义都未能达成的目标。在保加利亞人民共和國时期，这次起义被描绘成反抗封建制度及外国侵略者之罪恶的社会运动。在现代保加利亚，伊瓦伊洛仍然被尊为自由与社会正义的斗士。然而，并无证据表明伊瓦伊洛及其追随者们曾打算进行社会改革。保加利亚历史学家赞扬起义者的英雄主义，并评价此次起义为保加利亚人民爱国的光辉成就，因伊瓦伊洛能够得到保加利亚各个社会阶层的广泛支持，保卫当时陷入困境的国家，抵御外部敌人。伊瓦伊洛作为一个英勇的统治者和悲剧人物而被铭记，代表了好沙皇的理想形象。
伊瓦伊洛起义为保加利亚历史中最受欢迎且最具辨识性的历史事件之一，有许多相关的艺术作品。1959年由马林·戈列米诺夫创作的歌剧《伊瓦伊洛》，基于多布里·赫里斯托夫同名作品的序曲，灵感则来自是次起义“时代的革命悲情和悲剧”。1964年尼古拉·瓦尔切夫导演的彩色电影《伊瓦伊洛》，基于叶夫根尼·康斯坦丁诺夫的小说《燃烧的余烬》（The Smouldering Ember）以及1921年伊万·瓦梭夫创作的戏剧《王座》（The Throne），亦与这次起义相关。今保加利亚南部的城镇伊瓦伊洛夫格勒以及帕扎爾吉克市附近的伊瓦伊洛村也来自于起义领袖伊瓦伊洛的名字。多个城市内有与之相关的雕像，如科特尔东南5千米外用于纪念代维纳战役中击败拜占庭的纪念碑。这尊名为「石头守卫」（The Stone Guard）的纪念碑，是保加利亚历史十大标志性建筑之一。
在微軟公司於2019年推出的《世紀帝國2:決定版》遊戲內新增的最後的可汗內容中，伊瓦伊洛的故事被寫入保加利亞人的戰役之中，伊瓦伊洛也作為英雄登場。

### 脚注
1. ↑  Andreev & Lalkov 1996，第192–193頁
2. ↑  Fine 1987，第154–155頁
3. ↑  Fine 1987，第155頁
4. ↑  Bakalov & co 2003，第357頁
5. ↑  Bozhilov & Gyuzelev 1999，第508–509頁
6. ↑  Fine 1987，第171–172頁
7. ↑  Fine 1987，第174頁
8. ↑  Bozhilov & Gyuzelev 1999，第513頁
9. 1 2 3 4 5 6  Fine 1987，第195頁
10. ↑  Andreev & Lalkov 1996，第218頁
11. ↑  Bozhilov & Gyuzelev 1999，第513–514頁
12. ↑  Angelov & co 1982，第215頁
13. 1 2 3  Angelov & co 1982，第277頁
14. ↑  Bakalov & co 2003，第359頁
15. 1 2  Andreev & Lalkov 1996，第221頁
16. ↑  Andreev & Lalkov 1996，第220頁
17. ↑  Bakalov & co 2003，第359–360頁
18. ↑  Bozhilov & Gyuzelev 1999，第515頁
19. ↑  "De Michaele et Andronico Paleologis by George Pachymeres" in GIBI, vol. X, Bulgarian Academy of Sciences, Sofia, p. 171 （页面存档备份，存于）
20. 1 2  Bakalov & co 2003，第360頁
21. ↑  Angelov & co 1982，第279頁
22. 1 2  Andreev & Lalkov 1996，第222頁
23. ↑  Angelov & co 1982，第280–281頁
24. 1 2  Andreev & Lalkov 1996，第223頁
25. ↑  Angelov & co 1982，第281頁
26. 1 2 3 4  Angelov & co 1982，第282頁
27. ↑  Andreev & Lalkov 1996，第230–231頁
28. 1 2 3 4  Fine 1987，第196頁
29. 1 2 3  Andreev & Lalkov 1996，第224頁
30. ↑  "De Michaele et Andronico Paleologis by George Pachymeres" in GIBI, vol. X, Bulgarian Academy of Sciences, Sofia, p. 177 （页面存档备份，存于）
31. 1 2  "De Michaele et Andronico Paleologis by George Pachymeres" in GIBI, vol. X, Bulgarian Academy of Sciences, Sofia, p. 178 （页面存档备份，存于）
32. 1 2  Andreev & Lalkov 1996，第225頁
33. 1 2 3 4 5 6 7 8  Bakalov & co 2003，第361頁
34. 1 2  Bozhilov & Gyuzelev 1999，第518頁
35. 1 2  Fine 1987，第197頁
36. 1 2 3 4  Andreev & Lalkov 1996，第226頁
37. 1 2 3  Angelov & co 1982，第285頁
38. ↑  "De Michaele et Andronico Paleologis by George Pachymeres" in GIBI, vol. X, Bulgarian Academy of Sciences, Sofia, p. 179 （页面存档备份，存于）
39. 1 2 3  Angelov & co 1982，第286頁
40. ↑  Andreev & Lalkov 1996，第235頁
41. 1 2  Angelov & co 1982，第287頁
42. ↑  Andreev & Lalkov 1996，第226–227頁
43. 1 2 3  Andreev & Lalkov 1996，第227頁
44. 1 2 3 4 5 6 7  Angelov & co 1982，第288頁
45. ↑  Andreev & Lalkov 1996，第233頁
46. 1 2 3  Fine 1987，第198頁
47. 1 2 3 4  Andreev & Lalkov 1996，第228頁
48. ↑  "De Michaele et Andronico Paleologis by George Pachymeres" in GIBI, vol. X, Bulgarian Academy of Sciences, Sofia, p. 182 （页面存档备份，存于）
49. ↑  Andreev & Lalkov 1996，第233–234頁
50. 1 2  Andreev & Lalkov 1996，第229頁
51. 1 2 3 4  Angelov & co 1982，第290頁
52. ↑  "De Michaele et Andronico Paleologis by George Pachymeres" in GIBI, vol. X, Bulgarian Academy of Sciences, Sofia, p. 187 （页面存档备份，存于）
53. ↑  Andreev & Lalkov 1996，第238, 242頁
54. ↑  Fine 1987，第199頁
55. ↑  Andreev & Lalkov 1996，第251頁
56. ↑  Andreev & Lalkov 1996，第222, 229頁
57. ↑  Sagaev, Lyubomir. . . 1983  [2019-08-26]. （原始内容存档于2019-08-16） （保加利亚语）.
58. ↑  . IMDb.   [2014-02-13]. （原始内容存档于2017-02-11）.
59. ↑  . Literary Club.   [2014-02-13]. （原始内容存档于2016-03-04） （保加利亚语）.
60. ↑  . Economic.bg.   [2014-02-13]. （原始内容存档于2016-03-24） （保加利亚语）.
61. ↑  .   [2014-02-13]. （原始内容存档于2020-08-15） （保加利亚语）.
62. ↑  JASON RODRIGUEZ. . PCINVASION. 2019-11-12  [2019-11-15]. （原始内容存档于2021-02-15）.
63. ↑  Bozhilov & Gyuzelev 1999，第514頁
64. ↑  Andreev & Lalkov 1996，第155頁

### 文献
- Андреев (Andreev), Йордан (Jordan); Лалков (Lalkov), Милчо (Milcho). . Велико Търново (Veliko Tarnovo): Абагар (Abagar). 1996. ISBN 954-427-216-X （保加利亚语）.
- Ангелов (Angelov), Димитър (Dimitar); Божилов (Bozhilov), Иван (Ivan); Ваклинов (Vaklinov), Станчо (Stancho); Гюзелев (Gyuzelev), Васил (Vasil); Куев (Kuev), Кую (kuyu); Петров (Petrov), Петър (Petar); Примов (Primov), Борислав (Borislav); Тъпкова (Tapkova), Василка (Vasilka); Цанокова (Tsankova), Геновева (Genoveva).  [History of Bulgaria. Volume II. First Bulgarian State]. и колектив. София (Sofia): Издателство на БАН (Bulgarian Academy of Sciences Press). 1981 （保加利亚语）.
- Бакалов (Bakalov), Георги (Georgi); Ангелов (Angelov), Петър (Petar); Павлов (Pavlov), Пламен (Plamen); Коев (Koev), Тотю (Totyu); Александров (Aleksandrov), Емил (Emil). . и колектив. София (Sofia): Знание (Znanie). 2003. ISBN 954-621-186-9 （保加利亚语）.
- Божилов (Bozhilov), Иван (Ivan); Гюзелев (Gyuzelev), Васил (Vasil). . София (Sofia): Анубис (Anubis). 1999. ISBN 954-426-204-0 （保加利亚语）.
- Fine, J. . University of Michigan Press（英语：University of Michigan Press）. 1987. ISBN 0-472-10079-3.
- Kazhdan, A.; collective. . New York, Oxford: Oxford University Press. 1991. ISBN 0-19-504652-8.
- Колектив (Collective). . София (Sofia): Издателство на БАН (Bulgarian Academy of Sciences Press). 1980  [2019-08-26]. （原始内容存档于2020-11-02） （保加利亚语及希腊语）.

### 网页
- Cawley, Charles. . Hosted on the website of the Foundation for Medieval Genealogy.   [2015-02-13]. （原始内容存档于2016-06-11）.
- . Electronic History of Bulgaria hosted on the Bulgarian Knowledge Portal.   [2015-02-13]. （原始内容存档于2015-02-14） （保加利亚语）.